# 이다촌 (시즈오카현 이하라군)
이다촌(飯田村)은 시즈오카현의 중부, 이하라군에 속했던 촌이다.
시즈오카시 시미즈구 서부, 야마하라강 하류 유역, 도메이 고속도로 시미즈 나들목의 서쪽 일대가 이다촌이 있던 곳이다.

## 역사
- 1889년 4월 1일 - 정촌제 시행에 의해 이하라군 이다촌이 성립하였다.
- 1954년 2월 11일 - 시미즈시에 편입해, 동일 이다촌은 폐지되었다.
- 2003년 4월 1일 - 시미즈시가 시즈오카시와 합병해, 새로운 시즈오카시가 되었다.
- 2005년 4월 1일 - 시즈오카시가 정령지정도시로 승격해 구촌은 시미즈구가 되었다.

## 참고문헌
- 가도카와 일본 지명 대사전 22 静岡県